# What's the world coming to
What's the world coming to is een single van The Cats. Het is was de tweede single die afkomstig was van hun album Cats as cats can. Het is een soort protestlied, gezien de eerste strofe:
Stand on any street when the day is done
And the workers are going home
All sick and tired and afraid to move
They live and die by the noon say sun.
De B-kant How could I be so blind werd geschreven door Jaap Schilder en komt niet op het album voor.

## Hitnotering
Het werd een matig hitje voor de heren uit Volendam. In december 1967 stond het plaatje een maand genoteerd in de maandlijst van Muziek Expres (plaats 32).

### Nederlandse Top 40
| Positie: | 38 | 31 | 28 | 28 | 36 | uit |